# Гонтарук Микола Миколайович
Гонтару́к Мико́ла Микола́йович (25 вересня 1935 року, Вінницька область, УРСР — 20 січня 1994 року, Кіровоградська область, Україна) — український педагог, науковець, ведучий методист України з проблем методики навчання фізики у середній школі, дослідник і теоретик основ з підвищення ефективності сучасного уроку як основної форми навчально-виховного процесу, громадський діяч, лектор.
Член Кіровоградської обласної ради педагогічного товариства Української РСР.
Голова Гайворонського районного комітету профспілки працівників освіти, вищої школи і наукових установ СРСР (1977—1985), голова первинної організації Товариства «Знання» УРСР (з 1970), інспектор шкіл Гайворонського райвно Кіровоградської області (1965—1982), директор Гайворонської середньої школи № 2 (1982—04.1993) та загальноосвітньої школи І–III ступенів № 2 м. Гайворона (04—12.1993), депутат місцевих рад депутатів трудящих.
Вищу освіту здобув у Київському державному університеті імені Т. Г. Шевченка на механіко-математичному факультеті (1957—1963). Отримав спеціальність «Математика».
Закінчив курси підвищення кваліфікації при Центральному інституті підвищення вчителів Міністерства освіти Української РСР та з 31 травня 1978 року перебував у резерві для висування на роботу облвно.
З 16 червня 1975 року Відмінник народної освіти УРСР.
Захоплювався шахами, народною творчістю, історією України.

## Життєпис
Народився 25 вересня 1935 року в с. Кошаринці Бершадського району Вінницької області четвертою дитиною у родині секретаря сільської ради (з 02.1926 року голова фінансово-господарської секції) Миколи Романовича Гонтарука (помер через важку хворобу у 1936 році) та Явдокії Кононівни Гонтарук (до шлюбу Будде, 1900—1986), домогосподарки. Старшими за нього були брати Володимир (1927 р.н.), Дмитро (1928 р.н.) та сестра Валентина (1932 р.н.).
Явдокія Кононівна розповідала, що важко пережили голодомор, а потім важке випробування — раптова хвороба та смерть чоловіка. Вона разом з усіма малолітніми дітьми проводили його в останню путь, на похоронах весь час тримаючи на руках найменшого Миколку, якому були півроку. Після смерті єдиного годувальника, сім'я опинилась у скруті. Прийшлось їй багато працювати у колгоспі, економити на всьому, а потім війна, румунська окупація та звірства серед мирного населення, про що постійно згадувала Явдокія Кононівна. Все це сильно вплинуло на малолітнього Миколу і визначило його мрію.
Першого вересня 1944 року Микола вступив у перший клас Кошаринецької семирічної школи, у якій показав відмінні успіхи в навчанні та зразкову поведінку, закінчив у 1952 році з Похвальними грамотами. У школі він 20 березня 1950 року на урочистих зборах вступив до комсомолу.
14 серпня 1952 року був зарахований слухачем Бершадського педагогічного училища. На третьому курсі 18 жовтня 1954 року його призвали на службу в Армію.
За рішенням педагогічної ради 20 серпня 1955 року М. М. Гонтарук переведений до Немирівського педагогічного училища Міністерства освіти Української РСР. Після успішного закінчення у 1956 році повного курсу педучилища за спеціальністю «Шкільний відділ» він сповнений мріями, думками, намірами навчатись далі.

У своїй автобіографії він написав, що 
«З великим почуттям радості під звуки духового оркестру я одержав диплом вчителя і призначений на роботу. Це значить, що моя мрія починає здійснюватися. Тепер я маю путівку у самостійне життя, путівку на роботу для користі моїй славній батьківщині. Я горджусь своїм дипломом, горджусь тим, що „найголовніша професія в світі — це учитель!“».
15 серпня 1956 року він розпочав свій трудовий шлях учителем математики 5—7 класів Комарівської семирічної школи Вінницького району Вінницької області.
Сильна любов до матері, постійна турбота про неї, а також дружба з багатьма односельчанами вплинули на його вибір працювати у рідному селі. 20 серпня 1960 року був призначений заступником директора по навчальній частині Кошаринецької восьмирічної школи.
За досягнуті успішні результати і за рекомендацією обласного відділу народної освіти 13 січня 1964 року був переведений на посаду директора Червонянської восьмирічної школи Бершадського району Вінницької області. Цього року за сприянням голови колгоспу А. Д. Ящуринського він знайомиться із завідуючою Бершадського районного будинку піонерів Вірою Порфирівною Середюк та одружується з нею у листопаді 1965 року.
Завдяки своїм знанням, працьовитості та результатам впровадження нового у педагогічній роботі відділом народної освіти Гайворонського райвиконкому Кіровоградської області 13 серпня 1965 року був переведений на посаду інспектора шкіл. Підчас своєї роботи він здійснював тематичні перевірки з таких питань: виконання закону про восьмирічний всеобуч та завершення переходу до загальної середньої освіти молоді; підготовка до нового навчального року; створення фонду шкільних підручників; стан внутрішкільного керівництва і контролю; робота шкільних бібліотек; стан виховної роботи тощо.

Ініціював та щороку розробляв Наказ молодому вчителеві — кожному хто, «поповнював сім'ю першовідкривачів людських доль, сіячів розумного, доброго, вічного», який урочисто вручали молодим освітянам на педагогічних радах у Гайворонському районі у період 1977—1982 роках.
«Глибоке проникнення в суть навчально-виховного процесу, висока принциповість при перевірці й оцінці роботи вчителів і керівників навчальних закладів, готовність завжди прийти на допомогу в усуненні виявлених недоліків — все це характеризує стиль роботи інспектора Гайворонського районного відділу народної освіти Миколи Миколайовича Гонтарука» — писали того часу в обласній пресі.
Крім того, з вересня 1965 року за сумісництвом він викладає математику і фізику у Гайворонській заочній середній школі.
У цей період із великим захопленням продовжував займатися дослідженням та науковими розробками щодо покращення викладання шкільних предметів та впровадження передових ідей у шкільній практиці. Рішенням атестаційної комісії Гайворонського райвно та Кіровоградського облвно було визнано його творчо працюючим вчителем.
20 серпня 1982 року переведений на посаду директора Гайворонської середньої школи № 2 у період кризового стану, в якому опинився педагогічний колектив.
У жовтні 1993 році М. М. Гонтарук захворів. Помер 20 січня 1994 року та похований в місті Гайвороні Кіровоградської області.

## Методична та наукова діяльність
В умовах шкільної реформи М. М. Гонтарук активно працював над удосконаленням навчально-виховного процесу. Наукові дослідження присвячені вивченню методам навчання фізики у середній школі, підвищенню ефективності підготовки та викладання уроків з фізики. Понад тридцять років працював над розробкою та удосконаленням навчальних програм, зокрема планування з фізики у 9—11 класах середньої школи. На замовлення лабораторії навчання фізики Науково-дослідного інституту педагогіки УРСР був одним з розробників матеріалів до тематичного планування, які є нині актуальними при моделюванні уроків фізики. 
Є автором ідеї та розробником методики уроків фізики для учителів, одним із розробників системи методичної підготовки учителів фізики до навчально-виховного процесу в системі уроків та позаурочних заняттях.
Протягом 1965—1972 років він трудився над проблемою ефективності впровадження нових програм з фізики, започаткував і проводив педагогічний експеримент в середній школі. У цей період ним було розроблено та випробувано низку методичних матеріалів та нових підходів до тематичного планування з фізики.
Вивчав та впроваджував у практику досвід навчально-виховного процесу вчителів фізики середніх шкіл № 24 та № 25 міста Кіровограда (нині Кропивницький).
Узагальнюючи багаторічний досвід викладацької роботи в школі, у 1973 році він підготував методичні рекомендації за новою програмою на допомогу вчителям фізики.
У 70—80-х роках ХХ століття співпрацював з відомим педагогом, професором, Олександром Івановичем Бугайовим. Високо оцінено напрацювання М. М. Гонтарука у лабораторії навчання фізики Науково-дослідного інституту педагогіки УРСР, підготовлено та видано низку посібників для вчителів з фізики, врахувавши «найновіші досягнення дидактики і методики викладання фізики, тенденції розвитку теорії і практики процесу навчання взагалі і навчання фізики зокрема». У час незалежності він продовжив тісну співпрацю з науковцями лабораторії математичної і фізичної освіти Інституту педагогіки АПН України.
В Кіровоградській області здійснював апробацію спочатку інтегрованого підручника для 6—7 класів, а потім і окремих підручників з фізики разом з авторитетними вчителями.
У результаті багаторічної педагогічної роботи було підготовлено низку методичних матеріалів з розробками окремих тем та розділів з фізики за новою програмою для 6, 7, 8, 9 і 10 класів, які були рекомендовані Кіровоградським обласним інститутом удосконалення кваліфікації вчителів. Значна увага приділялася вивченню і поширенню педагогічного досвіду. Кабінет підвищення кваліфікації керівних кадрів пропагував узагальнений досвід роботи інспектора шкіл Гайворонського райвно М.М. Гонтарука.

Є автором посібника «Щоденник класного керівника», у якому викладалися нові підходи у плануванні, визначенні напрямів та форм роботи класного керівника з учнями у середній школі. Весною 1993 року робота пройшла апробацію та отримала позитивні відгуки на курсах класних керівників та семінарах голів методичних об'єднань, заступників директорів шкіл по виховній роботі в Кіровоградському обласному інституті удосконалення кваліфікації вчителів.
«Biн завжди самостійно підвищував свої знання і навички, плідно працював над впровадженням творчого удосконалення педагогічного арсеналу уроку» — було зазначено в інформаційному бюлетені Кіровоградського облвно.
В Інституті педагогіки НАПН України було відзначено, що важливе значення у розвитку теорії та практики уроку фізики в загальноосвітній школі мали науково-методичні розробки з питань планування навчально-виховного процесу. Його напрацювання разом з групою вчителів-методистів доповнили систему оригінальних навчально-методичних посібників для вчителя з планування, організації та проведення уроків фізики. Вони мають практичне спрямування і, разом з тим, нині розвивають теоретичні підходи щодо типів, структури, реалізації дидактичних завдань уроків фізики в загальноосвітній школі.

## Досягнення під час роботи у Гайворонській середній школі №2
При призначенні М. М. Гонтарука на посаду директора Гайворонської середньої школи № 2 було поставлено низку завдань стосовно вирішення проблемних питань діяльності школи, розв'язання наявних конфліктів між педагогічним колективом та попереднім керівництвом школи, які тривали роками (з 1979 по 1982 роки у школі було змінено 3 директорів, 5 завучів, 3 організаторів), та їх упередження у подальшому, а також подолання низьких показників навчально-виховної роботи.

З приходом досвідченого керівника у школі відбуваються корінні зміни, спрямовані на створення психологічного клімату у педагогічному колективі, адже «успішна спільна робота можлива лише тоді, коли її учасники можуть прийти до згоди, знайти спільну мову».
Директором М. М. Гонтаруком «розгорнулась робота за визначеними педколективом пріоритетними напрямами, зокрема створення умов для зародження інтелектуального середовища, вироблення інтелектуальної виносливості в дітей; організація індивідуальної роботи з ними; покращення педагогічного керівництва учнівським самоврядуванням в класі, школі…Весь арсенал своїх знань і здібностей спрямовує на постійне підвищення рівня навчально-виховної роботи педагогічного колективу, удосконалення форм і методів роботи вчителів, успішну реалізацію програм морального, правового, розумового і фізичного виховання школярів».
Під його керівництвом успішно працювали вчителі–новатори П. І. Самовол (математика), О. І. Комірний (історія та правознавство), досвідчені методисти В. П. Гонтарук (українська мова та література), А. І. Горбатий (фізика і астрономія), Н. Н. Харламова (початкові класи), Л. П. Манзій (хімія), В. Ю. Чернега (математика) та інші.
У школі також продовжував викладати фізику та здійснювати наукову діяльність, вивчати та досліджувати проблеми впровадження новаторського досвіду, підвищення рівня якості проведення сучасного уроку, планування навчально-виховного процесу з фізики у середній школі.
Вжиті заходи щодо удосконалення навчально-виховного процесу, побудови індивідуальної роботи з учнями, нові підходи у методичній роботі «забезпечили творчу атмосферу і наполегливість в системі роботи вчителів, глибокі і міцні знання, уміння та вихованість учнів».
Протягом 1983—1993 років учні систематично ставали переможцями і призерами районних, обласних, республіканських, всеукраїнських, всесоюзних та міжнародних олімпіад з математики, української мови, фізики, хімії, основ держави і права та інших шкільних предметів. Гордістю школи стали її переможці Валерій Журавльов (математика), Сергій Володін (фізика), В'ячеслав Фрасініч (фізика), Олександр Гонтарук (фізика), Олександр Мельник (математика), Олександр Марченко (математика), Олег Волощук (математика), Вадим Вакуленко (математика), Тітієвська Алла (українська мова і література), Людмила Слободяник (основи держави і права), які стали студентами найкращих вищих навчальних закладів України та СРСР.
У цей період Гайворонська середня школа № 2 упевнено зайняла лідерські позиції в районі та здобула авторитет в області, а імена учителів, які зуміли знайти та розвинути таланти в учнів, стали відомими як в Україні, так і поза її межами (Ben-Gurion University of the Negev, Beer-Sheva, Israel).

## Громадська та просвітницька діяльність
Поряд з основною трудовою та науковою діяльністю вів широку громадсько-педагогічну, організаторську та просвітницьку діяльність, був керівником психолого-педагогічного семінару «Актуальні проблеми виховання і освіти», постійним автором (позаштатним кореспондентом) періодичної преси.
Постійно був учасником республіканського науково-методичного семінару «Актуальні проблеми методики фізики», республіканських педагогічних читань, семінарів і конференцій.
З 1970 року обирається головою Гайворонської районної організації Товариства «Знання» Української РСР, з 1977 року вісім років очолював районний комітет профспілки працівників освіти, вищої школи і наукових установ СРСР.
Значний час також присвятив лекторській роботі з популяризації знань через Всесоюзне товариство для поширення політичних і наукових знань (вступив у 1960 році).
Завдяки багаторічній плідній роботі на керівних посадах, проявленим організаторським здібностям у різних колективах, чуйність та уважність і до учня, і до вчителя він здобуває беззаперечний авторитет у районі, області та Українській РСР.
Він товаришував та співпрацював з талановитим педагогом, методистом з трудового навчання, директором Гайворонського міжшкільного навчально-виробничого комбінату трудового навчання і професійної орієнтації учнів Михайлом Михайловичем Ставчанським, заслуженим вчителем України Віктором Микитовичем Завальнюком, директором Кіровоградського обласного інституту удосконалення кваліфікації вчителів Миколою Антоновичем Яровим та головою обласної організації профспілки працівників освіти і науки України, заслуженим працівником освіти України Світланою Леонідівною Скалько.

## Сімейне життя
- дружина Віра Порфирівна (1934—2007) — вчитель-методист з української мови та літератури, вчитель вищої категорії, закінчила Вінницький державний педагогічний інститут імені Островського (1958), з 1965 року працювала у Гайворонській середній школі № 2 Кіровоградської області;
- дочка Людмила (1966 р.н.) — закінчила Київський технологічний інститут харчової промисловості (1988);
- син Олександр (1970 р.н.) — кандидат фізико-математичних наук зі спеціальності фізика напівпровідників та діелектриків (2000), магістр державного управління (2002), закінчив Український державний педагогічний університет імені М. П. Драгоманова (1994), аспірантуру (1998), Українську Академію державного управління при Президентові України (2002).

## Нагороди
За успішну педагогічну, наукову та громадську діяльність був нагороджений:
1. Орденом «Знак Пошани»[26];
2. Медаллю «За доблесну працю. В ознаменування 100-річчя з дня народження Володимира Ілліча Леніна»[27];
3. Медаллю «Ветеран труда»[28];
4. Відзнакою «Відмінник народної освіти УРСР» Міністерства освіти Української РСР від 16 червня 1975 року № 56467;
5. Грамотою Міністерства народної освіти Української РСР;
6. Почесною грамотою Президії Української республіканської ради професійних спілок від 10 лютого 1984 року № 11906.